# Tenualosa thibaudeaui
Espèce
Statut de conservation UICN

 VU A2bcd : Vulnérable
Tenualosa thibaudeaui est une espèce de poissons de la famille des Clupeidae endémique du Mékong (fleuve).